# 哈里森 (緬因州)
哈里森（英語：Harrison）是一個位於美國緬因州坎伯蘭縣的市鎮。

## 人口
根據2020年美國人口普查的數據，哈里森的面積為95.34平方千米，當中陸地面積為85.96平方千米，而水域面積為7.38平方千米。當地共有人口2447人，而人口密度為每平方千米26人。